# Еихо
Еихо (永保) је јапанска ера (ненко) која је настала после Џорјаку и пре Отоку ере. Временски је трајала од фебруара 1081. до априла 1084. године и припадала је Хејан периоду. Владајући монарх био је цар Ширакава.

## Важнији догађаји Еихо ере
- 26. мај 1081. (Еихо 1, петнаести дан четвртог месеца): Запаљен је будистички храм Мидера од стране супарничких монаха са планине Хиеи.[3]
- 12. јул 1081. (Еихо 1, четврти дан шестог месеца): Мидера је опет запаљена од стране монаха са планине Хиеи.[4]
- 1083. (Еихо 3, десети месец): У Хошо-џи храму започета је изградња деветоспратне пагоде.[5]